# Risen
Risen je fantasy akční hra na hrdiny, kterou vyvinula německá společnost Piranha Bytes a vydala firma Deep Silver. Verze pro operační systém Windows, kterou připravovala Piranha Bytes sama, byla vydána 2. října 2009. Ve stejnou dobu byla vydána v Evropě i verze pro Xbox 360. Tu však vyvíjí pod pečlivým dohledem Piranha Bytes jiný tým.
Hra je fanoušky prvních dílů série Gothic považována za jejího nástupce, na rozdíl od nového pokračování nesoucího název Arcania: Gothic 4, který většina fanoušků spíš proklíná a za Gothic jej ani nepovažují. Risen je ale brán jako Gothic s jiným názvem a v jiném kabátku. Jméno hry v překladu znamená "Povstání" – což charakterizuje nejen samotný obsah hry, ale také povstání Piranha Bytes, kteří chtějí dokázat, že na to ještě mají (po nepříliš vydařeném Gothic 3). Ve hře je také pěkná novinka, ohledně přátel hrdiny – jsou zde oproti Gothic sérii zapojeny do role i ženy, které předtím neměly téměř žádnou roli.
Celá hra se odehrává na tropickém ostrově Faranga.

## Systém hry
Systém hry je víceméně zachován z původního Gothic. Hráč s každou novou úrovní dostává 10 zkušenostních bodů,
které investuje mezi sílu, obratnost, manu, či boj s mečem a podobně. Rozdělení zbraní již však není, jako
dřív. Hráč si vybere mezi mečem, sekerou či holí a nové úrovně s nimi, které lze zvýšit u
učitelů, přinášejí nové útoky. Novinkou mezi dovednostmi je také Klenotnictví, které je "napojeno" na kovářství,
a umožňuje vytvářet prsteny a amulety. Další novinkou je výroba svitků, která poslouží bojovníkům neumějící
kouzlit magii – bojovou magii ale mít na svitky nemohou, jelikož bojová magie je dělána krystaly – bojovníci
si vlastně pomůžou kouzly, které jsou potřebné v dungeonech pro překonání pastí a dostání se dál.
Bojový systém však prošel velkou změnou.
Ačkoli je stavěn na původním bojovém systému z Gothic 3, který měl tento systém strašný, vývojáři jej
předělali a vytvořili skvělý soubojový systém, u kterého je potřeba myslet a taktizovat. Některá
monstra mají své vlastní speciální útoky – ještěr se schovává do krunýře, ghúlové používají ledové kouzlo,
gnomové po vás v boji hází všemožný odpad. Ve hře ale nepotkáte skřety, ti jsou nahrazeni trochu jinou rasou –
jedná se o humanoidní druh, který se poprvé objevil již v Gothic 2. Vývojáři sami chtěli, aby tento druh
byl před hráči utajen. Ale vrátíme se zpět k systémům. Mágové se stejně jako dřív učí různé magické kruhy,
již ale v menším počtu – pouze čtyři kruhy. Bojová Magie je udělána tzv. Krystaly, které jsou ale pouze tři –
tedy pouze tři bojová kouzla (když nepočítáme Inferno), která ale vylepšujete za dovednostní body.

## Frakce
Ve hře stále platí systém frakcí v tom, že různí obyvatelé nosí zbroje podle frakce, ke které patří.
V Risenu jsou dostupné tři frakce – bandité, žijící v bažinách na severozápadě a Inkvizice, která spolu s třetí frakcí – Mágy – sídlí v klášteře. Mezi frakcemi jsou ale jen drobné rozdíly v úkolech na přijímání
do určité frakce a bojový styl. Za bandity si vyberete mezi mečem a sekerou, na dálku pak mezi lukem a kuší.
Za Inkvizici si vemete hůl a na dálku budete kouzlit krystalovou (útočnou) magii. No a Mágové, ti se
specializují hlavně na magii, takže jako jediní ve hře umí používat jak krystalovou magii, tak i runovou.
Samozřejmě, všechny tři frakce mohou používat svitky, a jejich výrobu se mohou naučit všichni (bandita to
může udělat tak, že až půjde do kláštera, naučí se tu dovednost zde). Stejně jako v prvních dílech série
Gothic, i zde plníte vždycky stejné úkoly hlavní příběhové linie, ať chcete či nechcete.

## Prolog
Risen začíná nadpřirozenými událostmi. Planety zasahuje tzv. "temná vlna". Krajiny jsou pustošeny magickými proudy, poté co z podzemí vyvstaly prastaré chrámy, z nichž se vyrojily krvežíznivé bestie a začaly přepadat bezmocné obyvatele.
Jen sopečný ostrov Faranga zůstává od zničujících proudů ušetřen. Inkvizice, vedená Inkvizitorem Mendozou, odplouvá na králův rozkaz z přístavu Gaurus, aby prozkoumala 120 mil vzdálené souostroví a našla tam odpovědi na tyto tajemné jevy. Po svém příjezdu přebírá Mendoza vládu na ostrovem. Don Esteban, který doposud velel městu, uprchne se svými přívrženci do bažiny. Inkvizitor znovu vyráží na svou loď, aby plul k jinému ostrovu v souostroví.

## Příběh
Inkvizitorovu lod stihne strašlivá bouřka. Na palubě jsou však dva černí pasažéři – hlavní hrdina celé hry a
žena jménem Sara. Krom strašlivé bouřky zaútočí na posádku i Titán, kterého však krom Inkvizitora nikdo
nevidí – ten totiž nosí červený okulár, umožňující vidět Titány. Inkvizitorovi došlo, že se s Titánem
nemůže měřit a tak se teleportoval na bezpečné místo, zatímco své muže a vás nechal v lodi. Přivalí se
obrovská vlna, která zničí celou loď a zabije skoro celou posádku. Jediní, kdo přežili, jste vy (hlavní hrdina),
a Sara. A tím to celé začíná.
Se Sarou se postupně vydáváte prozkoumávat zakázaný ostrov jménem Faranga. Probojujete si cestičku krásnou,
ale i dost nebezpečnou džunglí a dozvíte se první informace o ostrově. Zjistíte, že všude po ostrově
se prochází vojáci invkizice, kteří vás – pokud se k nim přiblížíte – zmlátí a zrekrutují do kláštera,
kde sídlí mágové a Inkvizitor. Pokud nechcete být inkvizicí, je lepší jít do bažin – kde se stanete
obyčejným bojovníkem, nebo jít do přístavního města, kde můžete plnit úkoly pro inkvizici a pro mágy, ale
také bandity.
Později půjdete vyjednávat se samotným Inkvizitorem, který vám ukáže možný zdroj všech potíží – bránu do vulkánu,
která ale nemůže být otevřena bez pěti "klíčů" – jakmile jsou získány, Invkizitor spolu s vojáky čeká již u brány.
Předáte disky Inkvizitorovi, a otevře se brána – z níž vyleze váš hlavní a né moc oblíbený nepřítel – ještěřané,
kteří se také objevili již v druhém dílu z série Gothic. Postupně se dostáváte přes mnoho pastí dál do vulkánu
společně s inkvizicí po boku – pak se dostanete k bráně s titánem – hlavním cílem celé hry. Narazíte i na
jakého si ducha, který je válečník s titány – zatímco invkzitor chce použít ohnivého titána, aby zničil
ostrov, hrdina to nemůže dovolit a prosí Ursegora (Válečníka s titány) o radu. Ten mu poví, že nejlepší
zbraní proti titánovi je titán. Být titánem pro člověka je však možné jen se zbrojí Ursegora – zbrojí
válečníka s titány. Zbroj budete muset získat sám prolízáním dungeonů a také s runou, díky které
musíte odstranit magické bariéry. Runu vám předá Ursegor. Vy pak pomocí ní otevřete jednotlivé chrámy
a budete získávát části titánské zbroje. Jakmile získáte zbroj, budete stejně silní jako Ursegor za dob,
kdy ještě žil a nyní jste schopen postavit se titánovi – cestu vám ale zkříží inkvizitor, který chce ostrov
zničit za pomocí titána, aby mohl bojovat s dalšími titány – to mu ale nemůžete dovolit a tak to nepůjde jinak,
než jej zabít. Po zabití Inkvizitora se vydáte na samotného Titána. Po jeho poražení hra končí.